# All Systems Go (Vinnie Vincent Invasion)
All Systems Go è il secondo ed ultimo album in studio del gruppo musicale statunitense Vinnie Vincent Invasion, pubblicato il 17 maggio 1988 dalla Chrysalis Records.

## Tracce
Testi e musiche di Vinnie Vincent.
1. Ashes to Ashes – 5:04
2. Dirty Rhythm – 3:39
3. Love Kills – 5:35
4. Naughty Naughty – 3:31
5. Burn – 4:38
6. Let Freedom Rock – 5:32
7. That Time of Year – 4:43
8. Heavy Pettin' – 4:11
9. Ecstasy – 4:33
10. Deeper and Deeper – 3:57
11. Breakout – 4:05

Tracce bonus dell'edizione CD
1. The Meltdown (strumentale) – 1:59
2. Ya Know' I'm Pretty Shot (strumentale) – 3:50

## Formazione
- Mark Slaughter – voce
- Vinnie Vincent – chitarra, cori
- Dana Strum – basso, cori
- Bobby Rock – batteria

Altri musicisti
- Jeff Scott Soto – cori